# Robert Jastrow
Robert Jastrow (7 de setembro de 1925 - 8 de fevereiro de 2008) foi um astrônomo americano e físico planetário. Ele era um cientista da NASA, autor populista e futurista.
Jastrow junto com Fred Seitz e William Nierenberg fundaram o George C. Marshall Institute para discutir com cientistas que se opunham ao plano Star Wars de Reagan, exigindo que a imprensa recebesse um espaço igual para argumentar seu caso. Mais tarde, o instituto argumentou que o tabaco não tinha efeito, que a chuva ácida não era causada por emissões humanas, que o ozônio era consumido pelos CFCs, que os pesticidas não eram perigosos para o meio ambiente e criticavam a posição de consenso sobre o aquecimento global antropogênico. Jastrow reconheceu que a Terra estava passando por uma tendência de aquecimento, mas argumentou que a variação natural provavelmente seria a causa.